# Mistrzostwa Europy w Łucznictwie 2004
18. Mistrzostwa Europy w łucznictwie odbyły się w dniach 17 - 22 maja 2004 w Brukseli w Belgii. 
Polska wywalczyła 2 medale w łukach klasycznych: Iwona Marcinkiewicz została mistrzynią kontynentu, a razem z Justyną Mospinek i Małgorzatą Sobieraj wywalczyły brąz w drużynie.

## Medaliści

### Strzelanie z łuku klasycznego
| Konkurencja:           | Złoto:                                                                              | Srebro:                                                     | Brąz:                                                                    |
| indywidualnie kobiet   | Iwona Marcinkiewicz                                                                 | Alison Williamson                                           | Hanna Marusawa                                                           |
| indywidualnie mężczyzn | Marco Galiazzo                                                                      | Hasse Pavia Lind                                            | Pietes Custers                                                           |
| drużynowo kobiet       | Ukraina · Tetiana Bereżna · Tetiana Dorochowa · Kateryna Palecha · Iulia Lobżenidze | Włochy · Cristina Ioriatti · Pia Lionetti · Natalia Valeeva | Polska · Justyna Mospinek · Iwona Marcinkiewicz · Małgorzata Sobieraj    |
| drużynowo mężczyzn     | Holandia · Wietse van Alten · Ron van der Hoff · Pieter Custers · Henk Vogels       | Wielka Brytania · Larry Godfrey · Simon Needham · Al Wills  | Dania · Hasse Pavia Lind · Dennis Bager · Morten Caspersen · Bo Steimann |

### Strzelanie z łuku bloczkowego
| Konkurencja:           | Złoto:                              | Srebro:                                 | Brąz:                                                                  |
| indywidualnie kobiet   | Valerie Fabre                       | Louise Hauge                            | Sandrine Vandionant                                                    |
| indywidualnie mężczyzn | Peter Elzinga                       | Antonio Tosco                           | Fred van Zutphen                                                       |
| drużynowo kobiet       | Francja · Valerie Fabre · ??? · ??? | Rosja                                   | Niemcy                                                                 |
| drużynowo mężczyzn     | Francja                             | Holandia · Fred van Zutphen · ??? · ??? | Włochy · Antonio Tosco · Stefano Mazzi · Michele Palumbo · Mario Ruele |

Compound Men's team 
1. 	FRA 	GENÊT Dominique - BEAUD Jean-Marc - SAUVIGNON Stéphane 	
2. 	NED 	ELZINGA Peter - VAN ZUTPHEN Fred - VAN DONGEN Johan 	
3. 	ITA 	MAZZI Stefano - RUELE Mario - TOSCO Antonio
Compound Women's team 
1. 	FRA 	VANDIONANT Sandrine - BRAEM Peggy - FABRE Valérie 	
2. 	RUS 	GONCHAROVA Sofya - BOLOTOVA Oktyabrina - KONDRASHENKO Svetlana 
3. 	GER 	DORTMUND Petra - WEIHE Andrea - LANDESFEIND Dorith